# Macoma hokkaidoensis
Macoma hokkaidoensis is een tweekleppigensoort uit de familie van de Tellinidae. De wetenschappelijke naam van de soort is voor het eerst geldig gepubliceerd in 1999 door Amano, Lutaenko & Matsubara.